# Glyptogona
Glyptogona es un género de arañas araneomorfas de la familia Araneidae. Se encuentra desde la Cuenca del Mediterráneo hasta Sri Lanka.

## Lista de especies
Según The World Spider Catalog 12.0:
- Glyptogona duriuscula Simon, 1895
- Glyptogona sextuberculata (Keyserling, 1863)